# Callicentrus bonasia
Callicentrus bonasia är en insektsart som beskrevs av Fabricius. Callicentrus bonasia ingår i släktet Callicentrus och familjen hornstritar. Inga underarter finns listade i Catalogue of Life.